# تایس (فلوریدا)
تایس (به انگلیسی: Tice) یک منطقهٔ مسکونی در ایالات متحده آمریکا است که در شهرستان لی، فلوریدا واقع شده‌است. تایس ۳٫۳ کیلومتر مربع مساحت و ۴٬۵۳۸ نفر جمعیت دارد و ۵ متر بالاتر از سطح دریا قرار دارد.